# Colombia ai Giochi della XVI Olimpiade
La Colombia ha partecipato ai Giochi della XVI Olimpiade che si sono svolti a Melbourne dal 22 novembre all'8 dicembre 1956 
con una delegazione di 26 atleti impegnati in 6 discipline,
senza aggiudicarsi medaglie.